# تعاقب المعلومات
تعاقب المعلومات أو التعاقب المعلوماتي هي ظاهرة تُعرف في الاقتصاد السلوكي ونظرية الشبكات حين يقوم عدد من الأشخاص باتخاذ نفس القرار بطريقة متتابعة. يشبه سلوك القطيع لكنه جلي بشكل أكبر. 
عملية تعاقب المعلومات مُتبعة بشكل عام على خطوتين. إذ تبدأ سلسلة التعاقب عندما يواجه الفرد سيناريو ذو قرار وعادة يكون قرار ثنائي (مثلاً، نعم أو لا، قبول أو رفض الخ) . ثانياً، يمكن لعوامل خارجية أن تؤثر على هذا القرار (غالباً من خلال مراقبة الأحداث ونتائجها من الأفراد الآخرين في سيناريوهات مماثلة).
عملية الخطوتين لتعقب المعلومات يمكن تجزئتها إلى خمسة مكونات أساسية:
1. هناك قرار يجب اتخاذه – على سبيل المثال، إمكانية اعتماد تقنية جديدة أو ارتداء نمطاً جديداً من الملابس أو تناول الطعام في مطعم جديد أو دعم موقف سياسي معين.
2. محدودية مساحة الإجراء المتوفر (مثال: قرار اعتماد/رفض)
3. الأفراد يتخذون القرار بشكل تعاقبي وكل فرد يمكن أن يرصد اختيارات أولئك الذين قرروا في وقت سابق.
4. كل فرد لديه بعض المعلومات الجانبية من تلقاء نفسه تساعده على الوصول للقرار..
5. لايمكن للفرد رصد بشكل مباشر المعلومات الخارجية التي يعرفها الآخرين ولكنه يمكن استنتاج ماهية هذه المعلومات من خلال ما يفعلونه.
وجهات النظر الاجتماعية للتعاقبات، التي توحي أن بعض العينات قد تتصرف بطريقة غير منطقية (على سبيل المثال، خلاف ما يعتقدون أنه الأمثل) عندما يواجهون ضغوط اجتماعية كبيرة، تتواجد كمكملات لمفهوم تعاقب المعلومات. المشكلة أنه في كثير من الأحيان يُخلط بين مفهوم تعاقب المعلومات مع الأفكار التي لا تتوافق مع الشرطين الرئيسيان للعملية، مثل العقل الجمعي وانتشار المعلومات والتأثير الاجتماعي. والواقع أن مصطلح تعاقب المعلومات قد تم استخدامه للإشارة إلى مثل هذه العمليات بالفعل.